# رضا الرواتبی
رضا الرواتبی (عربی: رضا الرواتبي؛ زادهٔ ۷ فوریهٔ ۱۹۳۸) بازیکن فوتبال اهل تونس است.

## باشگاهی
از باشگاه‌هایی که در آن بازی کرده‌است می‌توان به باشگاه فوتبال ستاره ساحلی اشاره کرد.

## تیم ملی
وی همچنین در تیم ملی فوتبال تونس بازی کرده است.